# Hal Blevins
Harold Blevins, detto Hal (Tuscaloosa, 19 ottobre 1943), è un ex cestista e allenatore di pallacanestro statunitense.

## Carriera
Ha disputato quattro stagioni all'Arkansas AM&N College (oggi University of Arkansas-Pine Bluff); venne nominato tre volte All-American dalla NAIA. Fu il primo giocatore della storia di AM&N a essere selezionato per il Draft NBA: accadde nel 1965, anno in cui fu scelto dai New York Knicks. Nello stesso anno fu scelto dai Dallas Cowboys in National Football League, nonostante non avesse mai giocato a football americano durante gli anni universitari; fu però scartato dopo un provino.
Ha allenato Arkansas-Pine Bluff per 7 stagioni dal 1995 al 2002, chiudendo con 36 vittorie e 147 sconfitte.